# AMC Networks
AMC Networks Inc. é uma empresa americana de entretenimento com sede no 11 Penn Plaza, Nova Iorque, que possui e opera os canais a cabo AMC (sua marca de mesmo nome), IFC, We TV e Sundance TV. Além disso, opera o canal de cinema e arte IFC Center e as empresas cinematográficas independentes IFC Films e RLJE Films. Os serviços de streaming de assinatura premium AMC+, IFC Films Unlimited, Acorn TV, Allblk, Shudder e Sundance Now, também são da empresa. Seus negócios também atuam na Europa e América Latina por meio de sua divisão internacional, AMC Networks International.
Por meio de joint ventures com a BBC Studios, a empresa administra os canais a cabo BBC America e BBC World News nos Estados Unidos. Devido a esse relacionamento, a AMC Networks mantém adicionalmente uma participação minoritária nas operações americanas do serviço de streaming de TV britânica BritBox, uma joint venture entre a BBC e a ITV.
A empresa foi originalmente lançada em 1980 e anteriormente conhecida como Rainbow Media Holdings, LLC (ou alternativamente Rainbow Programming Holdings), uma subsidiária da Cablevision, mas foi desmembrada como uma empresa de capital aberto em julho de 2011. A empresa é de propriedade e controle majoritários pela família Dolan.

## História

### Rainbow Media Holdings
Quando a Rainbow Media Holdings foi formada em meados de 1980, originalmente era uma joint venture de quatro empresas de televisão a cabo: Cablevision, Comcast, Cox Communications e Daniels & Associates. O serviço híbrido, que transmitia  via satélite da National Christian Network, apresentava eventos culturais da Bravo nas noites de domingo e segunda-feira e a rede de filmes B voltada para adultos pelo resto da semana. Devido ao envolvimento das quatro empresas de cabo, o novo serviço conquistou assinantes rapidamente. Em agosto de 1981, a Playboy Enterprises tornou-se metade-proprietária do canal Escapade e introduziu um novo bloco de programação para o canal no início de 1982. No final daquele ano, a rede seria relançada como The Playboy Channel. Nos anos que se seguiram, as três outras empresas de cabo sairiam da parceria, deixando a Cablevision como a única proprietária da Rainbow em 1983. Em 1984, a Rainbow adicionou outra nova rede ao seu portfólio, American Movie Classics (AMC), que inicialmente apresentava filmes "clássicos" anteriores a 1970. A Cablevision começou a empacotar AMC e Bravo juntos como o Serviço Rainbow. Perto do final de 1984, a CBS e a Cablevision anunciaram um acordo para que a CBS assumisse 50% da propriedade do Serviço Rainbow e do marketing da Rainbow, mas empresas se separaram um ano depois.
Por meio de uma série de transações, começando em 1997, a participação da NBC foi finalmente reduzida. Em 2002, a Cablevision vendeu sua participação na Bravo para a NBC e, como parte do negócio, a NBC cedeu sua participação de 20% na Rainbow. Em 2005, a Cablevision considerou cindir sua subsidiária de conteúdo Rainbow Media como uma empresa de capital aberto e tornar seu negócio principal de cabo privado, mas retirou o plano. Em janeiro de 2007, sem nenhuma palavra sobre se a privatização seria aprovada, a Liberty Media expressou interesse em adquirir a Rainbow Media da Cablevision. Em junho de 2008, a Rainbow adquiriu o Sundance Channel da NBCUniversal, CBS e Robert Redford. A Rainbow Media também possuía a Wedding Central, que foi fechada no mesmo dia em que a AMC Networks se tornou pública.

### AMC Networks
Em 10 de março de 2011, a Cablevision, conforme aprovado por seu conselho em 16 de dezembro de 2010, anunciou que a Rainbow Media seria separada como uma empresa de capital aberto com o nome AMC Networks, no final de 2011 e, como dito em 2005, fazendo seu núcleo  de negócio em transmissão de conteúdos via a cabo. O ex-presidente da Rainbow Media, Josh Sapan, atua como presidente e executivo-chefe da AMC Networks, que se tornou pública em 1º de julho de 2011.
Em 28 de outubro de 2013, a AMC Networks anunciou que iria adquirir a maior parte da Chellomedia, uma operadora internacional de redes de cabo, da Liberty Global por cerca de US$ 1,04 bilhão. A aquisição não incluiu a Chello Benelux, proprietária da Film1 e Sport1. Em 2 de fevereiro de 2014, a transação foi concluída passando a se chamar AMC Networks International e permitirá que a AMC Networks distribua sua programação em todo o mundo.

Logo da empresa de 2013 a 2020.

Em 23 de outubro de 2014, a AMC confirmou que comprou uma participação de 49,9% da BBC America, com a BBC Studios mantendo o restante da rede. A joint venture também dará à AMC, que distribui o canal BBC World News nos Estados Unidos, o controle operacional na BBC America, que será administrado isoladamente dos outros canais da AMC.
Em 2019, a AMC Networks e a emissora pública da Nova Zelândia TVNZ firmaram um acordo para produzir conjuntamente The Dead Lands, uma série sobrenatural com tema maori ambientada na Nova Zelândia pré-contato. A série foi distribuída pelo serviço de streaming da AMC, Shudder, nos EUA, Canadá, Reino Unido e Irlanda e pela TVNZ On Demand na Nova Zelândia. No início de 2020, a AMC Networks envolveu o Switzer Group para liderar o redesenho de sua sede de dez andares em 11 Penn Plaza, Nova York. Em setembro de 2020, o presidente executivo Charles Dolan se aposentou de seu cargo, passando a ocupar o cargo de presidente emérito. Seu filho, James L. Dolan, foi então nomeado presidente da AMC Networks.

## Modelo de negócios
Em 2020, a empresa dependia dos programas de televisão que produz e possui, incluindo Mad Men, Breaking Bad, The Walking Dead e Better Call Saul.

### Canais principais
- AMC
- IFC
- Sundance TV
- We TV
- BBC America

### Serviços de streaming premium
- Acorn TV [22]
- AMC+
- BritBox (participação minoritária)
- IFC Films Unlimited
- Shudder
- Sundance Now
- UMC
- WEtv+

### Outros
- MiTú (investimento)
- Levity Live (participação majoritária) [23]

### Antigos canais
- Bravo adquirido pela NBC em 2002 por US$ 1,25 bilhão.[24]
- Funny or Die [25]
- MuchMusic USA com CHUM Limited; tornou-se Fuse em 19 de maio de 2003.[26][27]
- News 12 Networks
- Escapade/The Playboy Channel
- SportsChannel (joint venture, posteriormente Fox Sports Networks / Bally Sports)